# چیزی برای بخشیدن
چیزی برای بخشیدن (انگلیسی: Something's Got to Give) یک فیلم بلند نیمه‌کاره آمریکایی در سال ۱۹۶۲ به کارگردانی جرج کیوکر برای استودیو قرن بیستم و نقش‌آفرینی مریلین مونرو، دین مارتین و سید شریس است. این فیلم بازسازی فیلم همسر دلخواه من (۱۹۴۰) است.
این اثر واپسین فیلم مونرو بود که پس از مرگ او در ۴ اوت ۱۹۶۲، نیمه کاره کنار گذاشته شد.